# Kaganoi Shigemochi
Kaganoi Shigemochi (加賀井 重望?; 1561 – 27 agosto 1600), è stato un samurai giapponese del periodo Sengoku, servitore del clan Oda e successivamente dei Toyotomi.

## Biografia
Governava il castello di Kaganoi nella provincia di Mino. Durante la battaglia di Komaki e Nagakute Shigemochi combatté sotto il padre Shigemune, che era sotto il comando di Oda Nobukatsu. Poco dopo il castello di Kaganoi fu circondato dalle forze di Toyotomi Hideyoshi (Assedio di Kaganoi), Shigemochi e il padre si arresero e Shigemochi stesso fu assunto da Hideyoshi come messaggero, diventandone servitore e ricevendo successivamente uno stipendio di 10.000 koku. Possedeva anche una lama fatta da Murasama che Hideyoshi gli conferì nel 1598.
Alla fine dell'estate del 1600 Shigemochi partecipò a una festa con Mizuno Tadashige e Horio Yoshiharu. Shigemochi uccise Tadashige in una scatto di rabbia da ubriaco, e fu lui stesso successivamente ucciso da Yoshiharu. Questo fu un favore a Tokugawa Ieyasu, poiché Shigemochi (il cui territorio era sul percorso della marcia pianificata da Ieyasu) era vicino a Ishida Mitsunari. Con la morte di Shigemochi, la linea della famiglia Kaganoi si estinse.